# 菲爾莫爾縣 (明尼蘇達州)

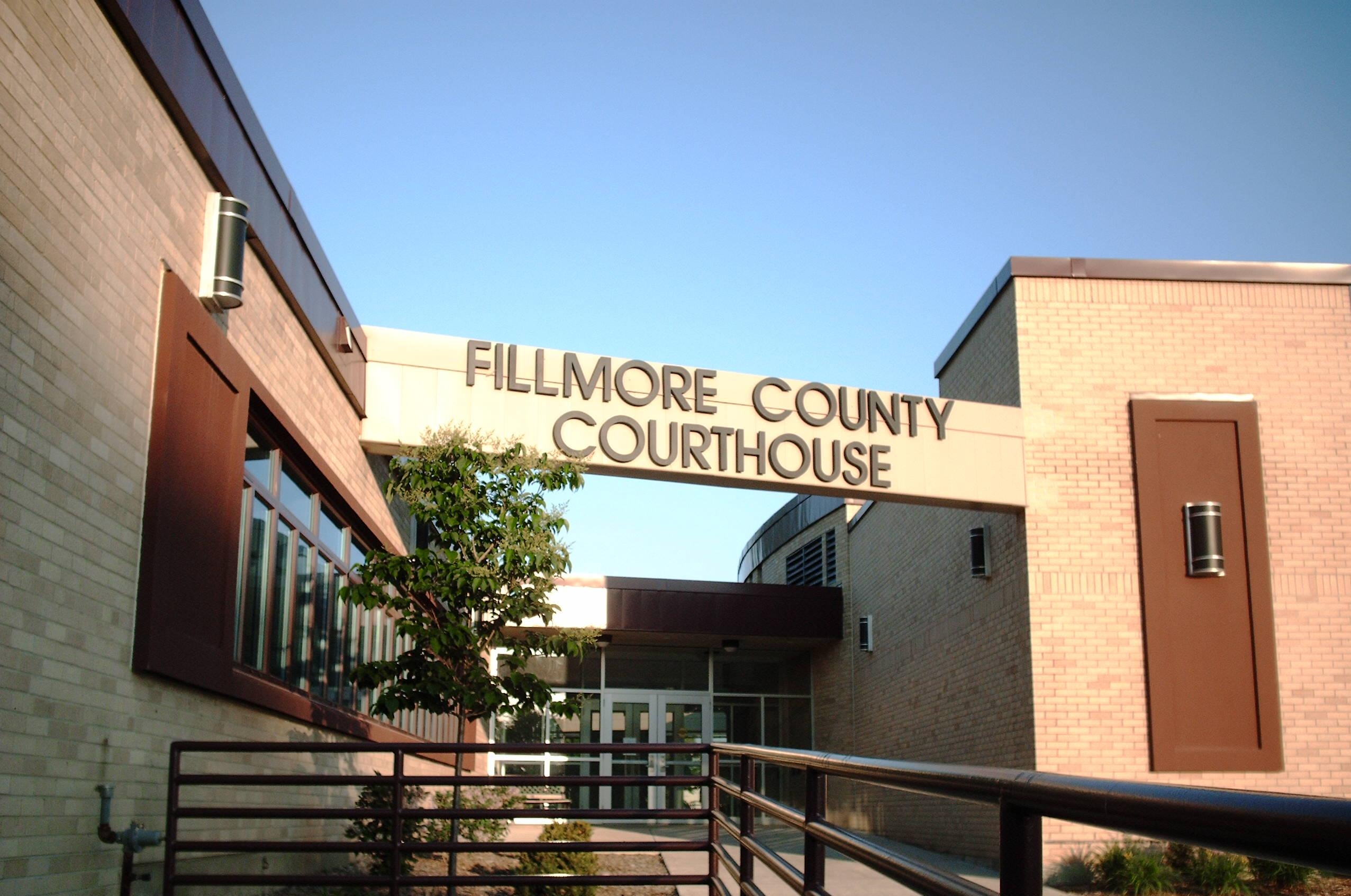
縣法院

菲爾莫爾縣（英語：Fillmore County）是美國明尼蘇達州東南部的一個縣，南鄰愛阿華州。面積2,233平方公里。根據美國2000年人口普查，共有人口21,122人。縣治普勒斯頓（Preston）。
成立於1853年3月3日，縣名紀念第十三任總統米勒德·菲爾莫爾（Millard Fillmore）。